# بعراني (الرقة)
بعراني قرية سورية تتبع ناحية مركز الرقة في منطقة مركز الرقة في محافظة الرقة. بلغ عدد سكانها 326 نسمة في عام 2004 حسب إحصاء المكتب المركزي للإحصاء.